# Gens Domicia

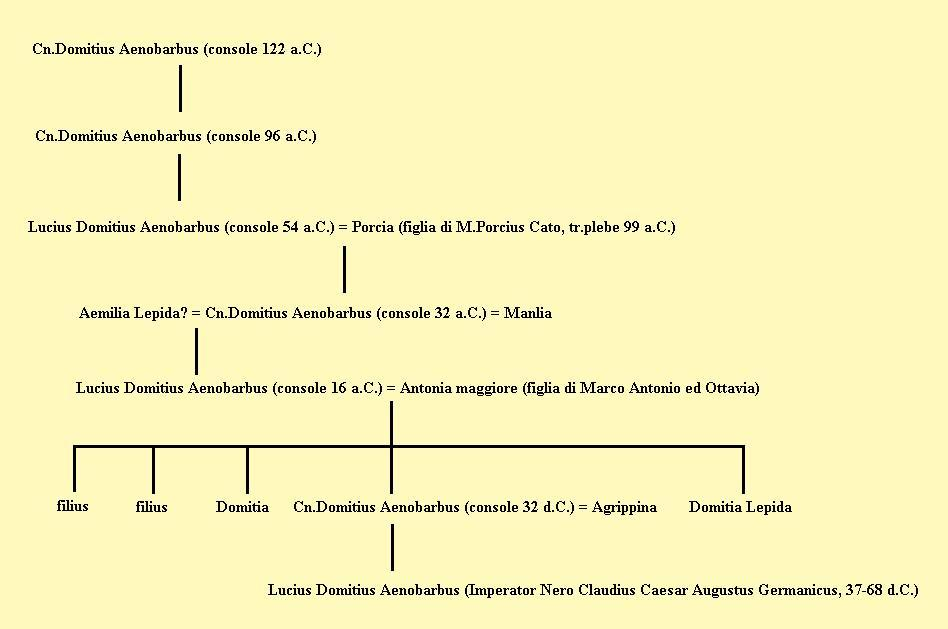
La gens de los Enobarbi

Gens Domicia fue una familia de plebeyos de la Antigua Roma.  El  que consiguió prominencia fue Cneo Domicio Calvino, cónsul en 332 a. C.  Su hijo, Cneo Domicio Calvino Máximo, fue cónsul en 283 a. C., y el primer plebeyo censor. La familia produjo varios generales señalados, y hacia el fin de la República, los Domitii estaban considerados como una de las gentes más ilustres.

## Praenomina utilizados
El praenomen más asociado con los Domitii fue Gnaeus. Los Domitii Calvini también utilizaron Marcus, mientras que los Ahenobarbi utilizaron Lucius.

## Ramas y cognomina
Durante el tiempo de la República, conocemos dos únicas ramas de esta gens, los Ahenobarbi y los Calvini, y con la excepción de unos cuantos personajes desconocidos mencionados en pasajes aislados de Cicerón, no hay ninguno sin un cognomen.
Calvinus, el nombre de la familia más vieja de los Domitii, es derivado del adjetivo latino calvus (calvo).  La forma alargada Calvinus puede ser considerada como diminutivo, o podría haber implicado que el primero de los Domitii así nombrados era calvo solo en parte.
La familia Ahenobarbus era llamada así por el cabello rojo que muchos de sus miembros tuvieron. Para explicar este nombre, el cual significa "Barba-roja" (literalmente, "Barba-bronce"), y para asignar una antigüedad alta a su familia, se dice que los Dioscuros anunciaron a uno de sus antepasados la victoria de los romanos sobre los latinos en Batalla del Lago Regilo (498 a. C.), y, para confirmar la verdad de lo que dijeron, acariciaron su cabello negro y su barba, los cuales cambiaron inmediatamente al rojo.